# 101

101(백일)은 100보다 크고 102보다 작은 자연수다.

## 수학
- 26번째 소수(素數)다. 앞의 소수는 97, 다음 소수는 쌍둥이 소수인 103이다.
  - 6번째 회문 소수다. 앞의 회문 소수는 11, 다음은 131이다.
  - 가장 작은 세 자리 소수다.
  - 베르누이 수의 분자 {\displaystyle B_{68}}을 나눌 수 있는 비정규 소수다.
- 피타고라스 삼조의 빗변의 길이이다. ({\displaystyle 20^{2}+99^{2}=101^{2}})[a]
- {\displaystyle 101=13+17+19+23+29}
  - 연속하는 소수(素數) 5개의 합으로 나타낼 수 있으며, 이 성질을 지닌 앞의 수는 83, 다음 수는 119다.
- {\displaystyle 101=1^{2}+10^{2}=2^{2}+4^{2}+9^{2}}
  - 연속하는 두 십각수(1, 10)의 제곱합으로 나타낼 수 있는 가장 작은 수다. 이 성질을 지닌 다음 수는 829다.
- 일반적으로 101×(두 자리 수)는 두 자리 수가 두 번 반복되어 나타난다(예: {\displaystyle 101\times 31=3131}). 같은 원리로, {\displaystyle 100^{2}-1}은 101로 나누어떨어진다.

## 과학
- 멘델레븀(Md)의 원자번호.
- NGC 101: 조각가자리 방향에 있는 나선은하.
- HTTP 101 (Switching Protocols→프로토콜 전환 중): 서버가 요청을 받아 프로토콜 전환을 승인하고 있음을 나타내는 HTTP 상태 코드.

## 교통

### 철도
- 철도차량
  - 일본국유철도 101계 전동차

- 철도역
  - 수도권 전철 1호선 동두천역의 역번호.
  - 부산 도시철도 1호선 신평역의 역번호.
  - 대전 도시철도 1호선 판암역의 역번호.
  - 광주 도시철도 1호선 소태역의 역번호.
  - 대구 도시철도 1호선은 101번 역이 없고, 115번부터 시작한다.

### 도로
- 고속도로
  - 유럽 고속도로 101호선: 러시아 모스크바에서 우크라이나 키이우까지 이어지는 유럽 고속도로.
- 국도 제101호선
  - 미국 101번 국도
  - 일본 101번 국도: 아오모리현 아오모리시에서 아키타현 아키타시까지 이어지는 일본의 국도.
  - 중국 101번 국도
- 기타 도로
  - 현도 제101호선

## 군사
- U-101: 독일의 군용 잠수함. 제1차 세계 대전에 사용된 1917년제 모델(영어판, 독일어판)과 제2차 세계 대전에 사용된 1940년제 모델(영어판, 독일어판)이 있다.

## 문화유산
- 대한민국의 국보 제101호: 원주 법천사지 지광국사탑
- 대한민국의 보물 제101호: 당진 안국사지 석탑
- 대한민국의 사적 제101호: 서울 삼전도비

## 방송
- 스카이라이프의 엣지 온 채널 번호.
- 지니 TV의 KFN 채널 번호.
- B tv의 채널A플러스 채널 번호.
- U+ TV의 JTBC 골프 채널 번호.[1]
- B tv 케이블의 MBC M 채널 번호.
- 《PRODUCE 101》: 엠넷에서 방영한 텔레비전 프로그램.
- 《남자의 자격: 죽기 전에 해야 할 101가지》: 한국방송공사의 예능 프로그램.

## 작품
- 《101마리의 달마시안》: 도디 스미스의 소설.
  - 《101마리의 달마시안 개》: 미국의 애니메이션 영화.
- 《101번째 프러포즈》(1991): 후지 TV에서 방영된 일본의 로맨스 드라마.
  - 《101번째 프러포즈》(2006): SBS에서 방영된 대한민국의 드라마.

## 기타
- 날짜: 1월 1일, 10월 1일
- 연도: 101년, 기원전 101년

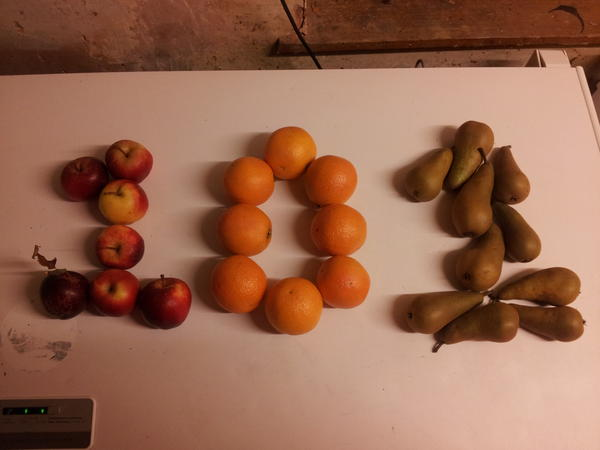

- 101(원-오-원): 모든 분야의 초보자 대상으로 준비된 과정을 지칭하는 용어.
- 타이베이 101: 타이베이시의 고층 빌딩.
- 남아프리카 공화국, 미국, 오스트레일리아, 캐나다 대학에서 기본 과목의 강좌 번호로 흔히 쓰인다. 4자리 번호를 쓰는 경우에는 1001이나 1010을 쓴다.
- LG유플러스의 고객센터 전화번호.